# Vierschanzentournee 2017/18
Die 66. Vierschanzentournee 2017/18 war eine Reihe von Skisprungwettkämpfen, welche als Teil des Skisprung-Weltcups 2017/18 zwischen dem 29. Dezember 2017 und dem 6. Januar 2018 stattfanden. Die Tournee wurde von der FIS organisiert. Die Wettkampfstätten waren wie in jedem Jahr die Skisprungschanzen von Oberstdorf, Garmisch-Partenkirchen, Innsbruck und Bischofshofen. Wie bei allen Weltcupspringen gab es auch für die vier Tourneeetappen Weltcuppunkte.
Titelverteidiger Kamil Stoch gewann erneut die Tournee, nachdem er bei allen vier Springen siegreich war und damit den Erfolg von Sven Hannawald wiederholte, der 2001/02 als erster Springer alle vier Tourneespringen gewonnen hatte.

## Vorfeld

### Gesamtweltcupstand vor der Vierschanzentournee
| Rang | Name                 | Punkte |
| ---- | -------------------- | ------ |
| 01.  | Richard Freitag      | 550    |
| 02.  | Andreas Wellinger    | 399    |
| 03.  | Daniel-André Tande   | 356    |
| 04.  | Kamil Stoch          | 323    |
| 05.  | Stefan Kraft         | 292    |
| 06.  | Johann André Forfang | 255    |
| 07.  | Junshirō Kobayashi   | 244    |
| 08.  | Markus Eisenbichler  | 207    |
| 09.  | Jernej Damjan        | 177    |
| 10.  | Robert Johansson     | 175    |
| 10.  | Piotr Żyła           | 175    |

### Teilnehmende Nationen und nominierte Athleten
Die Anzahl der Athleten, die die Nationen an den Start schicken dürfen, ist abhängig von den zuvor erzielten Saisonergebnissen. Zusätzlich schicken die austragenden Nationen Deutschland (in Oberstdorf und Garmisch-Partenkirchen) und Österreich (in Innsbruck und Bischofshofen) eine nationale Gruppe von jeweils sechs Athleten an den Start. Folgende 83 Skispringer wurden nominiert:
| Nation             | Plätze | Anzahl | Athleten |
| ------------------ | ------ | ------ | --- |
| Deutschland        | 7 + 6  | 13     | Richard Freitag (bis Innsbruck), Andreas Wellinger, Markus Eisenbichler, Karl Geiger, Stephan Leyhe, Pius Paschke, Constantin Schmid Nationale Gruppe: Moritz Baer, Martin Hamann, Felix Hoffmann, David Siegel, Andreas Wank, Tim Fuchs                                                                                        |
| Österreich         | 6 + 6  | 15     | Stefan Kraft, Michael Hayböck, Gregor Schlierenzauer, Manuel Fettner, Clemens Aigner, Daniel Huber Nationale Gruppe: Manuel Poppinger, Clemens Leitner, Markus Schiffner, nur in Innsbruck: Thomas Lackner, Florian Altenburger, Ulrich Wohlgenannt, nur in Bischofshofen: Maximilian Steiner, Markus Rupitsch, Elias Tollinger |
| Bulgarien          | 1      | 1      | Wladimir Sografski |
| Estland            | 1      | 1      | Artti Aigro |
| Finnland           | 3      | 3      | Jarkko Määttä, Eetu Nousiainen, Antti Aalto |
| Frankreich         | 2      | 2      | Jonathan Learoyd, Vincent Descombes Sevoie (beide nur bei den beiden ersten Wettkämpfen) |
| Italien            | 3      | 3      | Davide Bresadola (in Oberstdorf und Garmisch-Partenkirchen), Alex Insam, Sebastian Colloredo |
| Japan              | 5      | 5      | Kento Sakuyama, Ryōyū Kobayashi, Noriaki Kasai, Taku Takeuchi, Junshirō Kobayashi |
| Kanada             | 1      | 1      | MacKenzie Boyd-Clowes |
| Kasachstan         | 1      | 1      | Sabyrschan Muminow |
| Norwegen           | 6      | 6      | Daniel-André Tande, Johann André Forfang, Andreas Stjernen, Anders Fannemel, Halvor Egner Granerud, Robert Johansson |
| Polen              | 6      | 7      | Stefan Hula, Piotr Żyła, Kamil Stoch, Dawid Kubacki, Maciej Kot, Jakub Wolny, Tomasz Pilch (ab Innsbruck) |
| Russland           | 4      | 5      | Denis Kornilow, Jewgeni Klimow (bei den ersten drei Wettkämpfen), Michail Nasarow, Dmitri Wassiljew (nur in Oberstdorf und Bischofshofen), Alexei Romaschow (ab Garmisch-Partenkirchen) |
| Schweiz            | 3      | 3      | Killian Peier, Simon Ammann, Gregor Deschwanden |
| Slowenien          | 6      | 9      | Peter Prevc, Jernej Damjan, Jurij Tepeš (in Oberstdorf), Žiga Jelar, Tilen Bartol, Timi Zajc, Anže Semenič (außer Innsbruck), Domen Prevc (ab Garmisch-Partenkirchen), Nejc Dežman (in Innsbruck) |
| Tschechien         | 4      | 4      | Roman Koudelka (bei den ersten drei Springen), Vojtěch Štursa, Čestmír Kožíšek, Viktor Polášek |
| Türkei             | 1      | 1      | Fatih Arda İpcioğlu (in Oberstdorf und Garmisch-Partenkirchen) |
| Vereinigte Staaten | 3      | 3      | William Rhoads, Kevin Bickner, Michael Glasder (alle drei nur in Bischofshofen) |

## Austragungsorte

### Oberstdorf
Audi Arena Oberstdorf (Große Schattenbergschanze, HS137)

Die Qualifikation für das Auftaktspringen der 66. Vierschanzentournee in Oberstdorf fand am 29. Dezember 2017 statt. Richard Freitag gewann diese vor Junshirō Kobayashi und Stefan Kraft.
Der Wettkampf fand am 30. Dezember 2017 statt.
| Rang | Name                  | Punkte | Weite 1 | Weite 2 |
| ---- | --------------------- | ------ | ------- | ------- |
| 01   | Kamil Stoch           | 279,7  | 126,0 m | 137,0 m |
| 02   | Richard Freitag       | 275,5  | 128,5 m | 127,0 m |
| 03   | Dawid Kubacki         | 270,1  | 126,5 m | 129,0 m |
| 04   | Stefan Kraft          | 262,8  | 132,0 m | 119,0 m |
| 05   | Stefan Hula           | 259,2  | 123,0 m | 120,5 m |
| 06   | Junshirō Kobayashi    | 257,1  | 126,5 m | 123,0 m |
| 07   | Anders Fannemel       | 255,3  | 129,0 m | 124,5 m |
| 08   | Johann André Forfang  | 255,3  | 114,5 m | 126,5 m |
| 09   | Markus Eisenbichler   | 255,1  | 128,5 m | 117,5 m |
| 10   | Andreas Wellinger     | 254,0  | 115,0 m | 123,0 m |
| 11   | Robert Johansson      | 253,4  | 115,0 m | 122,5 m |
| 12   | Ryōyū Kobayashi       | 252,4  | 121,5 m | 118,0 m |
| 13   | Gregor Schlierenzauer | 246,0  | 116,5 m | 116,5 m |
| 14   | Jernej Damjan         | 245,0  | 120,5 m | 118,0 m |
| 15   | Maciej Kot            | 243,3  | 120,0 m | 126,0 m |

| Rang | Name                  | Punkte | Weite 1 | Weite 2 |
| ---- | --------------------- | ------ | ------- | ------- |
| 16   | Tilen Bartol          | 241,7  | 116,5 m | 123,5 m |
| 17   | Karl Geiger           | 241,1  | 113,0 m | 126,0 m |
| 18   | Simon Ammann          | 240,4  | 120,0 m | 114,5 m |
| 19   | Žiga Jelar            | 240,1  | 123,0 m | 115,0 m |
| 20   | Daniel-André Tande    | 237,7  | 116,5 m | 122,5 m |
| 21   | Taku Takeuchi         | 236,5  | 123,5 m | 117,5 m |
| 22   | Gregor Deschwanden    | 235,4  | 115,0 m | 119,5 m |
| 23   | Halvor Egner Granerud | 235,1  | 118,0 m | 117,0 m |
| 24   | Stephan Leyhe         | 233,2  | 109,5 m | 125,0 m |
| 25   | Piotr Żyła            | 231,7  | 127,5 m | 109,5 m |
| 26   | Timi Zajc             | 224,8  | 115,5 m | 125,0 m |
| 27   | Michael Hayböck       | 224,0  | 107,5 m | 124,0 m |
| 28   | Constantin Schmid     | 220,1  | 114,5 m | 104,0 m |
| 29   | Jonathan Learoyd      | 211,7  | 125,5 m | 105,5 m |
| 30   | Roman Koudelka        | 209,6  | 120,5 m | 105,5 m |

### Garmisch-Partenkirchen
Große Olympiaschanze (HS140)

Die Qualifikation für das zweite Springen in Garmisch-Partenkirchen, das sogenannte Neujahrsspringen, fand am 31. Dezember 2017 statt. Diese gewann Johann André Forfang vor Dawid Kubacki und Stefan Hula.
Am 1. Januar 2018 wurde der Wettkampf ausgetragen.
| Rang | Name                 | Punkte | Weite 1 | Weite 2 |
| ---- | -------------------- | ------ | ------- | ------- |
| 01   | Kamil Stoch          | 283,4  | 135,5 m | 139,5 m |
| 02   | Richard Freitag      | 275,8  | 132,0 m | 137,0 m |
| 03   | Anders Fannemel      | 270,2  | 132,5 m | 136,5 m |
| 04   | Junshirō Kobayashi   | 269,2  | 137,0 m | 131,5 m |
| 05   | Tilen Bartol         | 268,9  | 136,0 m | 133,5 m |
| 06   | Andreas Stjernen     | 268,7  | 132,0 m | 137,5 m |
| 07   | Karl Geiger          | 268,2  | 136,0 m | 133,5 m |
| 08   | Peter Prevc          | 266,9  | 129,0 m | 138,0 m |
| 09   | Johann André Forfang | 263,4  | 124,0 m | 138,5 m |
| 10   | Stephan Leyhe        | 263,3  | 130,5 m | 137,5 m |
| 11   | Andreas Wellinger    | 261,2  | 125,5 m | 138,0 m |
| 12   | Dawid Kubacki        | 260,7  | 126,5 m | 133,5 m |
| 13   | Jernej Damjan        | 259,3  | 126,0 m | 138,0 m |
| 14   | Markus Eisenbichler  | 258,1  | 128,5 m | 136,5 m |
| 15   | Daniel-André Tande   | 256,4  | 120,5 m | 139,0 m |

| Rang | Name                  | Punkte | Weite 1 | Weite 2 |
| ---- | --------------------- | ------ | ------- | ------- |
| 16   | Halvor Egner Granerud | 255,7  | 132,0 m | 132,0 m |
| 17   | Robert Johansson      | 250,5  | 123,5 m | 132,0 m |
| 18   | Maciej Kot            | 249,0  | 129,0 m | 133,0 m |
| 19   | Gregor Schlierenzauer | 247,7  | 129,5 m | 127,5 m |
| 20   | Michael Hayböck       | 245,3  | 125,0 m | 130,0 m |
| 21   | Žiga Jelar            | 238,6  | 125,5 m | 124,0 m |
| 22   | Timi Zajc             | 237,4  | 118,5 m | 134,0 m |
| 23   | Taku Takeuchi         | 237,2  | 124,5 m | 126,5 m |
| 24   | Constantin Schmid     | 236,3  | 128,5 m | 124,0 m |
| 25   | Piotr Żyła            | 233,7  | 122,5 m | 126,0 m |
| 26   | Jewgeni Klimow        | 233,4  | 119,5 m | 130,0 m |
| 27   | Stefan Hula           | 233,2  | 119,5 m | 126,0 m |
| 28   | David Siegel          | 231,5  | 126,5 m | 123,5 m |
| 29   | Ryōyū Kobayashi       | 231,1  | 121,5 m | 121,0 m |
| 30   | Gregor Deschwanden    | 230,2  | 121,5 m | 129,5 m |

| Rang | Name                 | Punkte |
| ---- | -------------------- | ------ |
| 01   | Kamil Stoch          | 563,1  |
| 02   | Richard Freitag      | 551,3  |
| 03   | Dawid Kubacki        | 530,8  |
| 04   | Junshirō Kobayashi   | 526,3  |
| 05   | Anders Fannemel      | 525,5  |
| 06   | Johann André Forfang | 518,7  |
| 07   | Andreas Wellinger    | 515,2  |
| 08   | Markus Eisenbichler  | 513,2  |
| 09   | Tilen Bartol         | 510,6  |
| 10   | Karl Geiger          | 509,3  |

### Innsbruck
Bergiselschanze (HS130)

Die Qualifikation für das dritte Springen in Innsbruck fand am 3. Januar 2018 statt. Einen Tag zuvor gab das französische Team bekannt, dass dessen Skispringer Jonathan Learoyd und Vincent Descombes Sevoie in der zweiten Hälfte der Vierschanzentournee nicht mehr antreten werden. In der Qualifikation belegten Gregor Deschwanden und Antti Aalto punktgleich den 50. Platz. Nach einer nur für KO-Springen gültigen Regel qualifizierte sich der Springer mit der höheren Startnummer (Deschwanden) für den Wettkampf am folgenden Tag. Das US-amerikanische Team, bestehend aus Michael Glasder, Kevin Bickner und William Rhoads, das ab Innsbruck an der Tournee teilnehmen wollte, musste kurzfristig seinen Start in der Qualifikation absagen, da sein Gepäck inklusive Ski bei der Anreise per Flugzeug fehlgeleitet wurde.
Am 4. Januar 2018 wurde der Wettkampf ausgetragen. Diesen gewann als dritten Wettbewerb in Folge Kamil Stoch, vor Daniel-André Tande und Andreas Wellinger. Richard Freitag, der bis Innsbruck als größter Konkurrent von Stoch auf dem zweiten Platz der Gesamtwertung gelegen hatte, stürzte bei der Landung seines Sprungs auf 130 m im ersten Durchgang und wurde wegen starker Hüftschmerzen ins Krankenhaus gefahren. Nach dem Sturz übten Bundestrainer Werner Schuster und Horst Hüttel, sportlicher Leiter des DSV, starke Kritik am Technischen Delegierten der FIS, Geir Steinar Loeng, der angesichts der Witterungsverhältnisse erneut eine zu lange Anlauflänge gewählt habe, nachdem bereits Svenja Würth beim Weltcup der Damen in Hinterzarten wenige Wochen zuvor aus dem gleichen Grund schwer gestürzt war. Einen Tag später gab Freitag in Absprache mit dem deutschen Mannschaftsarzt Mark Dorfmüller bekannt, auf einen Start in Bischofshofen zu verzichten.
| Rang | Name                | Punkte | Weite 1 | Weite 2 |
| ---- | ------------------- | ------ | ------- | ------- |
| 01   | Kamil Stoch         | 270,1  | 130,0 m | 128,5 m |
| 02   | Daniel-André Tande  | 255,6  | 129,5 m | 125,0 m |
| 03   | Andreas Wellinger   | 253,5  | 133,0 m | 126,0 m |
| 04   | Andreas Stjernen    | 241,1  | 125,0 m | 127,0 m |
| 05   | Jernej Damjan       | 239,9  | 127,0 m | 120,0 m |
| 06   | Junshirō Kobayashi  | 239,4  | 123,0 m | 121,5 m |
| 07   | Robert Johansson    | 237,3  | 124,5 m | 123,0 m |
| 08   | Markus Eisenbichler | 236,1  | 128,5 m | 117,0 m |
| 09   | Stephan Leyhe       | 235,1  | 123,5 m | 119,0 m |
| 10   | Michael Hayböck     | 234,7  | 123,5 m | 122,5 m |
| 11   | Stefan Hula         | 231,6  | 123,5 m | 122,0 m |
| 12   | Karl Geiger         | 230,6  | 125,5 m | 118,0 m |
| 13   | Maciej Kot          | 229,1  | 127,0 m | 121,5 m |
| 14   | Piotr Żyła          | 228,4  | 122,0 m | 119,0 m |
| 15   | Jakub Wolny         | 225,1  | 124,5 m | 119,0 m |

| Rang | Name                  | Punkte | Weite 1 | Weite 2 |
| ---- | --------------------- | ------ | ------- | ------- |
| 16   | Anders Fannemel       | 223,4  | 118,0 m | 119,0 m |
| 17   | Timi Zajc             | 223,0  | 118,5 m | 122,0 m |
| 18   | Noriaki Kasai         | 220,1  | 125,0 m | 112,5 m |
| 19   | Johann André Forfang  | 219,3  | 121,5 m | 116,0 m |
| 20   | Dawid Kubacki         | 218,9  | 122,0 m | 116,0 m |
| 21   | Halvor Egner Granerud | 215,1  | 118,5 m | 119,5 m |
| 22   | Taku Takeuchi         | 215,1  | 113,5 m | 118,0 m |
| 23   | Peter Prevc           | 212,0  | 119,0 m | 111,5 m |
| 24   | Stefan Kraft          | 210,3  | 118,0 m | 112,5 m |
| 25   | Nejc Dežman           | 209,6  | 126,0 m | 111,0 m |
| 26   | Constantin Schmid     | 204,9  | 112,0 m | 117,0 m |
| 27   | Žiga Jelar            | 202,0  | 114,0 m | 116,0 m |
| 28   | Killian Peier         | 201,1  | 120,0 m | 108,5 m |
| 29   | Clemens Leitner       | 193,4  | 117,5 m | 108,0 m |
| 30   | Richard Freitag       | 113,8  | 130,0 m | DNS     |

| Rang | Name                | Punkte |
| ---- | ------------------- | ------ |
| 01.  | Kamil Stoch         | 833,2  |
| 02.  | Andreas Wellinger   | 768,7  |
| 03.  | Junshirō Kobayashi  | 765,7  |
| 04.  | Daniel-André Tande  | 749,7  |
| 05.  | Dawid Kubacki       | 749,7  |
| 06.  | Markus Eisenbichler | 749,3  |
| 07.  | Anders Fannemel     | 748,9  |
| 08.  | Jernej Damjan       | 744,2  |
| 09.  | Robert Johansson    | 741,2  |
| 10.  | Karl Geiger         | 739,9  |

### Bischofshofen
Paul-Außerleitner-Schanze (HS140)

Die Qualifikation für das abschließende, vierte Springen in Bischofshofen, traditionell auch Dreikönigsspringen genannt, fand am 5. Januar 2018 statt. Am 6. Januar 2018 wurde der Wettkampf ausgetragen.
| Rang | Name                 | Punkte | Weite 1 | Weite 2 |
| ---- | -------------------- | ------ | ------- | ------- |
| 01   | Kamil Stoch          | 275,6  | 132,5 m | 137,0 m |
| 02   | Anders Fannemel      | 272,4  | 130,0 m | 139,0 m |
| 03   | Andreas Wellinger    | 270,5  | 129,0 m | 139,5 m |
| 04   | Stefan Kraft         | 268,6  | 130,5 m | 135,5 m |
| 05   | Robert Johansson     | 268,2  | 127,0 m | 140,0 m |
| 06   | Andreas Stjernen     | 267,2  | 129,5 m | 138,5 m |
| 07   | Junshirō Kobayashi   | 255,4  | 126,5 m | 134,5 m |
| 08   | Peter Prevc          | 253,8  | 127,5 m | 131,5 m |
| 09   | Dawid Kubacki        | 253,3  | 132,0 m | 127,5 m |
| 10   | Markus Eisenbichler  | 244,5  | 126,5 m | 129,0 m |
| 11   | Michael Hayböck      | 244,1  | 124,5 m | 130,5 m |
| 12   | Daniel-André Tande   | 242,6  | 124,5 m | 130,0 m |
| 13   | Johann André Forfang | 239,4  | 125,0 m | 128,0 m |
| 14   | Stefan Hula          | 233,0  | 123,5 m | 126,0 m |
| 15   | Constantin Schmid    | 230,8  | 126,5 m | 123,5 m |

| Rang | Name                | Punkte | Weite 1 | Weite 2 |
| ---- | ------------------- | ------ | ------- | ------- |
| 16   | Karl Geiger         | 230,3  | 127,0 m | 123,5 m |
| 17   | Jernej Damjan       | 229,9  | 122,5 m | 124,5 m |
| 18   | Simon Ammann        | 226,5  | 122,5 m | 125,5 m |
| 19   | Stephan Leyhe       | 222,4  | 124,5 m | 122,5 m |
| 20   | Ryōyū Kobayashi     | 221,5  | 120,0 m | 125,0 m |
| 21   | Manuel Poppinger    | 221,4  | 121,0 m | 125,0 m |
| 22   | Žiga Jelar          | 221,4  | 117,5 m | 127,0 m |
| 23   | Piotr Żyła          | 220,7  | 121,0 m | 125,5 m |
| 24   | Manuel Fettner      | 220,4  | 120,5 m | 124,0 m |
| 25   | Anže Semenič        | 220,3  | 124,5 m | 121,5 m |
| 26   | Kevin Bickner       | 220,2  | 120,5 m | 126,0 m |
| 27   | Timi Zajc           | 218,3  | 126,0 m | 118,5 m |
| 28   | Killian Peier       | 216,2  | 119,5 m | 123,5 m |
| 29   | Domen Prevc         | 199,8  | 122,5 m | 114,0 m |
| 30   | Sebastian Colloredo | 192,4  | 114,5 m | 117,0 m |

## Tournee-Endstand

### Übersicht
| Datum          | Ort                    | Schanze                         | Anmerkung      | Sieger      | Zweiter            | Dritter           | Gesamtführender |
| -------------- | ---------------------- | ------------------------------- | -------------- | ----------- | ------------------ | ----------------- | --------------- |
| 30.12.2017     | Oberstdorf             | Schattenbergschanze HS137       | Nacht          | Kamil Stoch | Richard Freitag    | Dawid Kubacki     | Kamil Stoch     |
| 01.01.2018     | Garmisch-Partenkirchen | Große Olympiaschanze HS142      |                | Kamil Stoch | Richard Freitag    | Anders Fannemel   | Kamil Stoch     |
| 04.01.2018     | Innsbruck              | Bergiselschanze HS130           |                | Kamil Stoch | Daniel-André Tande | Andreas Wellinger | Kamil Stoch     |
| 06.01.2018     | Bischofshofen          | Paul-Außerleitner-Schanze HS142 | Nacht          | Kamil Stoch | Anders Fannemel    | Andreas Wellinger | Kamil Stoch     |
| Gesamtwertung: | Gesamtwertung:         | Gesamtwertung:                  | Gesamtwertung: | Kamil Stoch | Andreas Wellinger  | Anders Fannemel   |                 |

### Gesamtwertung der 66. Vierschanzentournee
Nach allen vier Springen werden die Punkte der Springer aus allen vier Springen addiert. Der Springer mit der höchsten Punktzahl ist der Gesamtsieger der Tournee.
| Rang | Name                  | Punkte |
| ---- | --------------------- | ------ |
| 01.  | Kamil Stoch           | 1108,8 |
| 02.  | Andreas Wellinger     | 1039,2 |
| 03.  | Anders Fannemel       | 1021,3 |
| 04.  | Junshirō Kobayashi    | 1021,1 |
| 05.  | Robert Johansson      | 1009,4 |
| 06.  | Dawid Kubacki         | 1003,0 |
| 07.  | Markus Eisenbichler   | 0993,8 |
| 08.  | Daniel-André Tande    | 0992,3 |
| 09.  | Johann André Forfang  | 0977,4 |
| 10.  | Jernej Damjan         | 0974,1 |
| 11.  | Karl Geiger           | 0970,2 |
| 12.  | Stefan Hula           | 0957,0 |
| 13.  | Stephan Leyhe         | 0954,0 |
| 14.  | Michael Hayböck       | 0948,1 |
| 15.  | Piotr Żyła            | 0914,5 |
| 16.  | Timi Zajc             | 0903,5 |
| 17.  | Žiga Jelar            | 0902,1 |
| 18.  | Constantin Schmid     | 0892,1 |
| 19.  | Andreas Stjernen      | 0887,4 |
| 20.  | Stefan Kraft          | 0859,1 |
| 21.  | Peter Prevc           | 0820,3 |
| 22.  | Ryōyū Kobayashi       | 0815,9 |
| 23.  | Maciej Kot            | 0811,7 |
| 24.  | Halvor Egner Granerud | 0809,3 |
| 25.  | Taku Takeuchi         | 0786,7 |
| 26.  | Gregor Schlierenzauer | 0702,2 |
| 27.  | Richard Freitag       | 0665,1 |
| 28.  | Tilen Bartol          | 0617,0 |
| 29.  | Simon Ammann          | 0576,3 |
| 30.  | Gregor Deschwanden    | 0570,6 |
| 31.  | Manuel Fettner        | 0500,4 |
| 32.  | Killian Peier         | 0498,6 |
| 33.  | Clemens Aigner        | 0419,0 |

| Rang | Name                     | Punkte |
| ---- | ------------------------ | ------ |
| 34.  | Anže Semenič             | 0412,6 |
| 35.  | Čestmír Kožíšek          | 0404,8 |
| 36.  | Sebastian Colloredo      | 0401,8 |
| 37.  | Domen Prevc              | 0398,7 |
| 38.  | Jakub Wolny              | 0397,4 |
| 39.  | Pius Paschke             | 0370,2 |
| 40.  | Noriaki Kasai            | 0350,7 |
| 41.  | David Siegel             | 0329,9 |
| 42.  | Roman Koudelka           | 0314,4 |
| 43.  | Jewgeni Klimow           | 0310,9 |
| 44.  | Jonathan Learoyd         | 0307,3 |
| 45.  | Denis Kornilow           | 0299,0 |
| 46.  | Alex Insam               | 0292,8 |
| 47.  | MacKenzie Boyd-Clowes    | 0291,8 |
| 48.  | Clemens Leitner          | 0278,6 |
| 49.  | Daniel Huber             | 0262,2 |
| 50.  | Manuel Poppinger         | 0221,4 |
| 51.  | Kevin Bickner            | 0220,2 |
| 52.  | Andreas Wank             | 0218,9 |
| 53.  | Nejc Dežman              | 0209,6 |
| 54.  | Vojtěch Štursa           | 0207,9 |
| 55.  | Tomasz Pilch             | 0201,4 |
| 56.  | Markus Schiffner         | 0192,3 |
| 57.  | Antti Aalto              | 0184,1 |
| 58.  | Vincent Descombes Sevoie | 0168,0 |
| 59.  | Thomas Lackner           | 0100,7 |
| 60.  | Wladimir Sografski       | 098,0  |
| 61.  | Ulrich Wohlgenannt       | 097,9  |
| 62.  | Florian Altenburger      | 091,2  |
| 63.  | Jarkko Määttä            | 086,4  |
| 64.  | Kento Sakuyama           | 085,4  |
| 65.  | Elias Tollinger          | 084,9  |
| 66.  | Dmitri Wassiljew         | 069,0  |
| 67.  | Alexei Romaschow         | 061,0  |

### Gesamtweltcupstand nach der Vierschanzentournee
| Rang | Name                 | Punkte |
| ---- | -------------------- | ------ |
| 01.  | Kamil Stoch          | 723    |
| 02.  | Richard Freitag      | 711    |
| 03.  | Andreas Wellinger    | 569    |
| 04.  | Daniel-André Tande   | 485    |
| 05.  | Junshirō Kobayashi   | 410    |
| 06.  | Stefan Kraft         | 399    |
| 07.  | Anders Fannemel      | 360    |
| 08.  | Johann André Forfang | 352    |
| 09.  | Markus Eisenbichler  | 312    |
| 10.  | Robert Johansson     | 294    |

## Sonstiges
Erstmals wurde bei der Tournee ein High-Speed-Kamera- und Chip-System an den Sprungski verwendet, um für Zuschauer und Athleten exaktere Daten zur Qualität des Absprungs der Skispringer aufarbeiten zu können.